# Okręg wyborczy West Cumberland
Okręg wyborczy West Cumberland powstał w 1832 r. i wysyłał do brytyjskiej Izby Gmin dwóch deputowanych. Okręg obejmował zachodnią część hrabstwa Cumberland. Został zlikwidowany w 1885 r.

## Deputowani do brytyjskiej Izby Gmin z okręgu West Cumberland
- 1832–1833: William Lowther, wicehrabia Lowther, Partia Konserwatywna
- 1832–1852: Edward Stanley, Partia Konserwatywna
- 1833–1847: Samuel Irton, Partia Konserwatywna
- 1847–1872: Henry Lowther, Partia Konserwatywna
- 1852–1857: Samuel Irton, Partia Konserwatywna
- 1857–1860: Henry Wyndham, Partia Konserwatywna
- 1860–1885: Percy Wyndham, Partia Konserwatywna
- 1872–1880: Josslyn Pennington, 5. baron Muncaster, Partia Konserwatywna
- 1880–1885: David Ainsworth, Partia Liberalna